# Bait (2012)
Bait of Bait 3D is een Australisch-Singaporees thriller-horrorfilm uit 2012 onder regie van Kimble Rendall.

## Verhaal

### Proloog
Josh werkt als strandwacht aan de Australische kust. Hij is verloofd met Tina, de zus van zijn collega Rory. Josh en Rory zijn allebei aan het werk wanneer de kust opgeschrikt wordt door de komst van een meterslange haai. Rory bevindt zich op dat moment in het water om een boei te bevestigen. Josh haast zich met een waterscooter naar hem toe, maar tevergeefs. De haai verslindt Rory.

### Hoofdlijn
Twaalf maanden na de dood van Rory is Josh aan het werk als vakkenvuller in een winkel aan de kust. Tina is na het incident vertrokken naar Singapore. Die dag stapt ze de winkel binnen en ziet hij haar voor het eerst in tijden weer terug, samen met haar nieuwe vriend, Steven. Terwijl ze voorzichtig een gesprek aangaan, wordt de winkel overvallen door Doyle en Kirby. Alle aanwezigen wacht een volgende verrassing wanneer er een zeebeving plaatsvindt. Als gevolg hiervan wordt de kust overspoeld door een krachtige vloedgolf. De impact daarvan verwoest de winkel. Talloze mensen worden verpletterd door de golf of gedood door de brokstukken daarin. Wanneer het water enigszins tot rust komt, staat de zowel de winkel als de parkeergarage eronder ruim anderhalve meter onder water.
De overlevenden van de vloedgolf klimmen een voor een uit het water, de schappen op. Josh blijkt nog in leven, evenals Tina, Steven, Doyle en Kirby. Daarnaast klauteren ook winkeleigenaar Jessup, zijn medewerkster Naomi, politieagent Todd, zijn dochter Jamie en beveiligingsmedewerker Bob de stellages op. In de parkeergarage klimmen Jaimes vriend Ryan en het koppel Kyle en Heather op de daken van hun auto's.
Terwijl de overlevenden bekomen van het gebeurde, dient het volgende onheil zich aan. Zowel in de winkel als in de parkeergarage blijkt er een meterslange witte haai met de vloedgolf mee naar binnen gespoeld. Bob is de eerste die dat op dodelijke wijze ondervindt. Een van de dieren bijt hem voor de ogen van alle aanwezigen in stukken. De overlevenden moeten de winkel uit, want het water is nog steeds langzaam stijgende. Rustig wachten op hulp is daardoor geen optie. De uitgang van de winkel is ondertussen alleen te bereiken via het water, met daarin de haaien.

## Rolverdeling
- Xavier Samuel - Josh
- Sharni Vinson - Tina
- Julian McMahon - Doyle
- Dan Wyllie - Kirby
- Alice Parkinson - Naomi
- Phoebe Tonkin - Jaimie
- Damien Garvey - Bob Colins
- Lincoln Lewis - Kyle
- Cariba Heine - Heather
- Alex Russell - Ryan
- Adrian Pang - Jessup
- Yuwu Qi - Steven
- Martin Sacks - Todd
- Richard Brancatisano - Rory